# Scotorepens balstoni
Scotorepens balstoni is een vleermuis uit het geslacht Scotorepens die voorkomt in de droge binnenlanden van Australië. Het dier slaapt in boomholtes en oude gebouwen. In november worden een of twee jongen geboren. S. orion en S. sanborni worden soms tot deze soort gerekend, terwijl de ondersoort influatus Thomas, 1924 soms juist als een aparte soort wordt gezien.
S. balstoni is een kleine, slanke vleermuis met een korte, naakte, vierkante bek. De kleur van de rug varieert tussen een aantal bruintinten. De buik is wat lichter. De kop-romplengte bedraagt 42 tot 60 mm, de staartlengte 20 tot 42 mm, de voorarmlengte 32 tot 40 mm, de oorlengte 11 tot 14 mm en het gewicht 6,3 tot 12,5 g.